# Miturga necator
Miturga necator là một loài nhện trong họ Miturgidae.
Loài này thuộc chi Miturga. Miturga necator được Charles Athanase Walckenaer miêu tả năm 1837.